# Fahrgastfernsehen

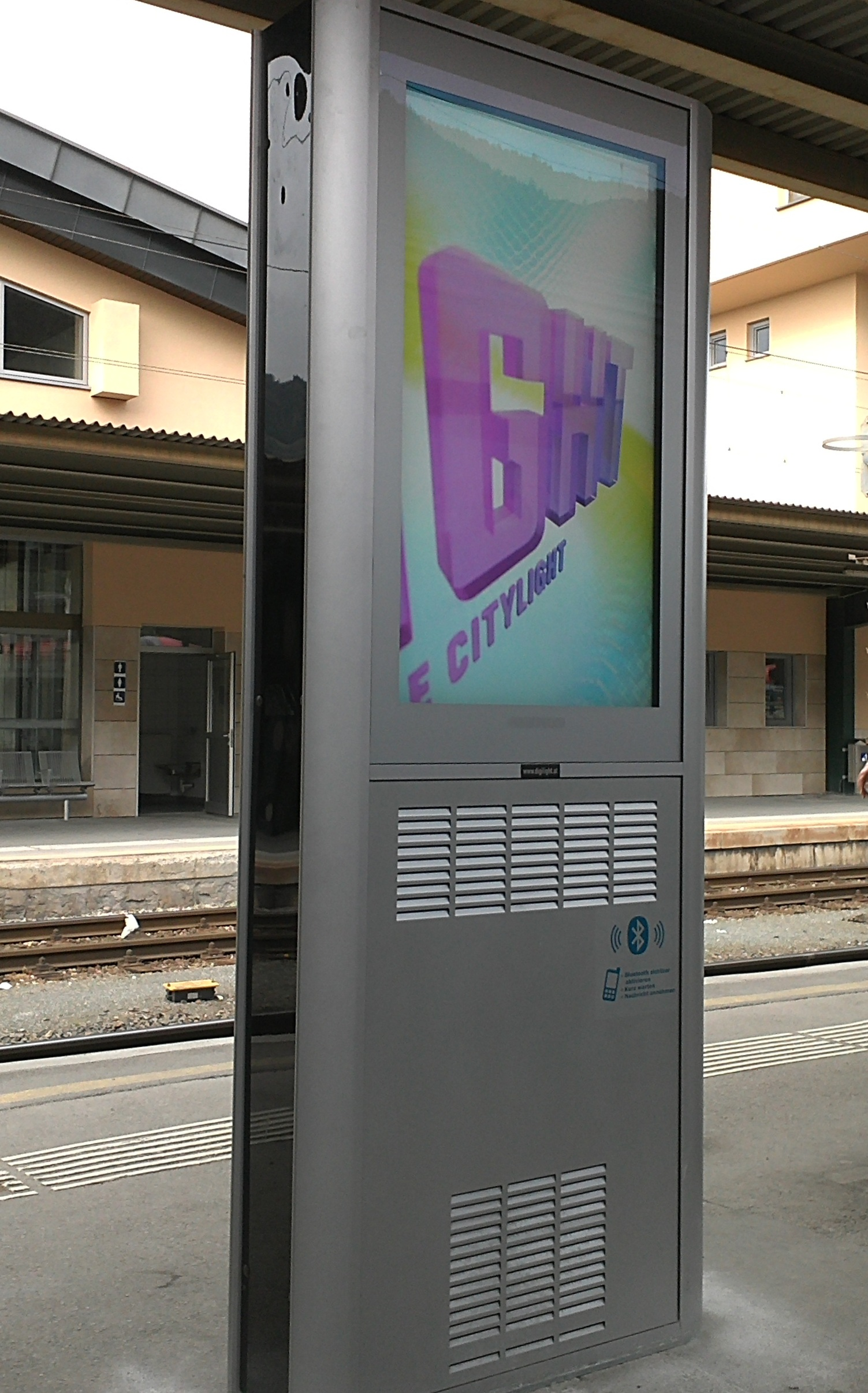
Fahrgastfernsehen am Bahnhof Schwarzach-St. Veit

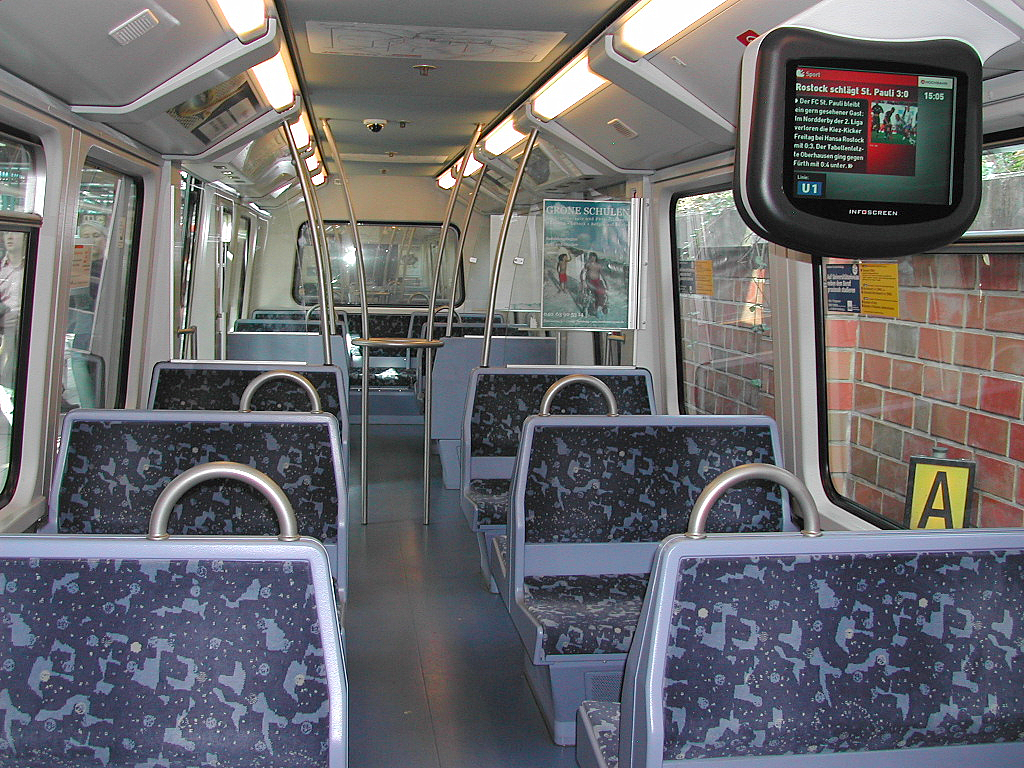
Fahrgastfernsehen (rechts oben) in einem Wagen der U-Bahn Hamburg

Das Fahrgastfernsehen ist ein Medium, das Informationen über Bildschirme in öffentlichen Verkehrsmitteln oder deren Stationen zur Verfügung stellt.
Im Jahr 1997 kam erstmals eine von der Firma Bosch entwickelte Technologie zum Einsatz, die eine sichere Fernsehübertragung in bewegten Fahrzeuge möglich machte.

## Fahrgastfernsehen in verschiedenen Ländern

### Deutschland
Das erste flächendeckende Netz wurde im Jahr 1998 in Hamburg durch die Firma Infoscreen in Zusammenarbeit mit der Hamburger Hochbahn AG realisiert. Hierbei wurde auf WLAN als Übertragungstechnologie gesetzt. Das erste flächendeckende Netz mit DMB-Versorgung (gebündeltes DAB) wurde zur Expo 2000 in Hannover von der üstra, der X-CITY MARKETING Hannover GmbH und der public broadcast Rundfunkgesellschaft mbH umgesetzt. Die redaktionellen Inhalte für Hamburg und Hannover erstellt hierbei die public broadcast Rundfunkgesellschaft mbH, die auch die stationären Systeme in den Stadtbahnstationen von Hannover und Stuttgart mit Inhalten versorgt. Die Vermarktung von Werbezeiten in Hannover erfolgt über die X-CITY MARKETING Hannover GmbH in Hamburg über die Ströer Deutsche Städte Medien GmbH. Im November 2018 ging in den S-Bahnen und U-Bahnen ein System in Betrieb, das über Verkehrsmeldungen des jeweils anderen Unternehmens informiert.
In Deutschland sind zudem die U-Bahnen von Berlin von der Firma Berliner Fenster flächendeckend mit Systemen ausgerüstet. Seit 2013 sind auch die U-Bahn-Fahrzeuge in München damit ausgerüstet. Die Unternehmung heißt dort Münchner Fenster und beinhaltet im Rahmen von zwei Bildschirmen eine Kombination aus Fahrgastinformation und Infotainment. Das Fahrgastfernsehen in den Nürnberger U-Bahnen, Straßenbahnen und Bussen wird von der Firma Spotlight betrieben und bietet neben tagesaktuellen Nachrichten, seitens nordbayern.de, auch Fahrgastinformationen und Infotainmentinhalte.
Zudem gibt es etliche kleinere Standorte, die meist auf Systeme in Bussen setzen und lokal vermarktet werden.

### Österreich

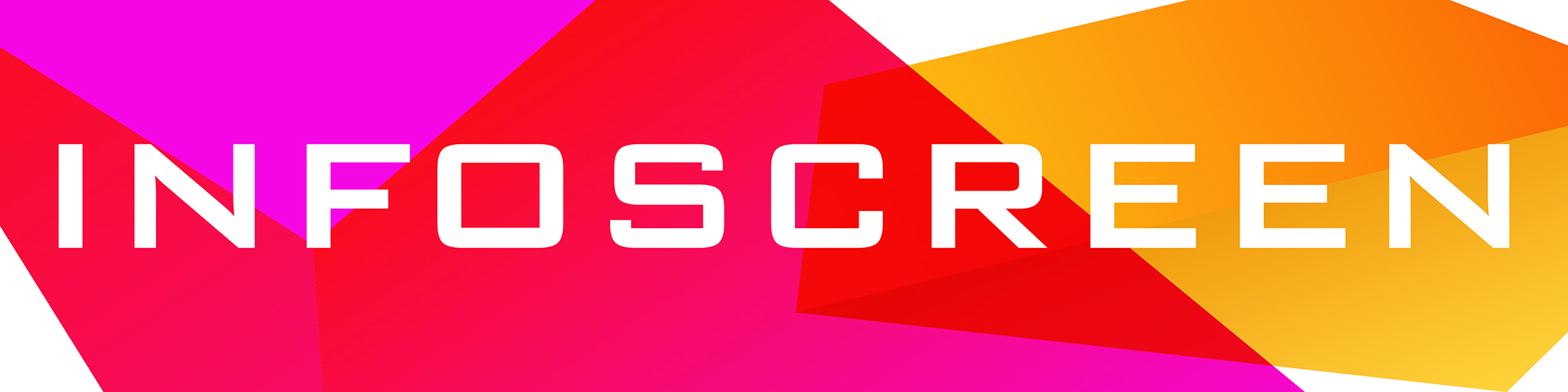
Logo von Infoscreen

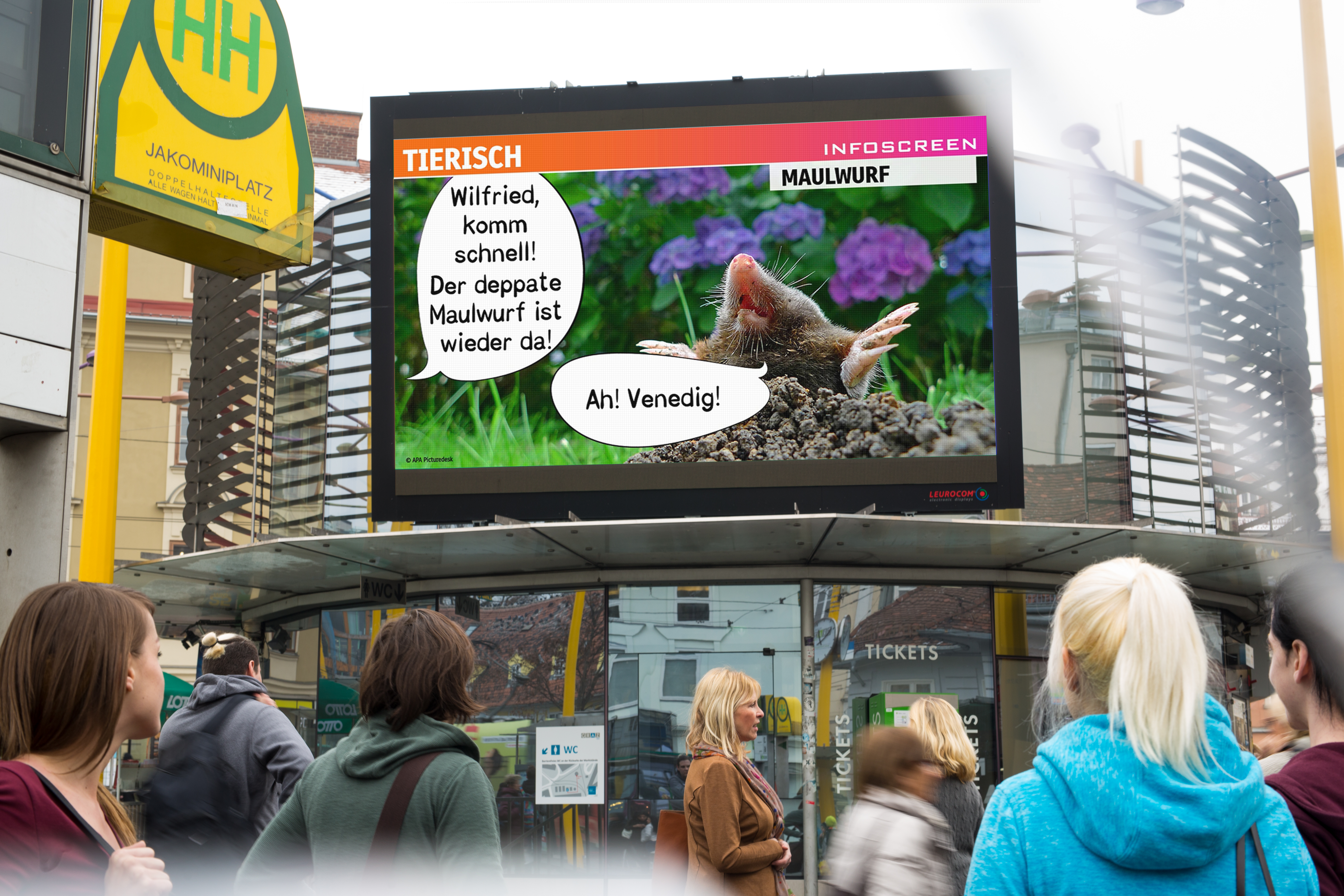
Infoscreen in Graz

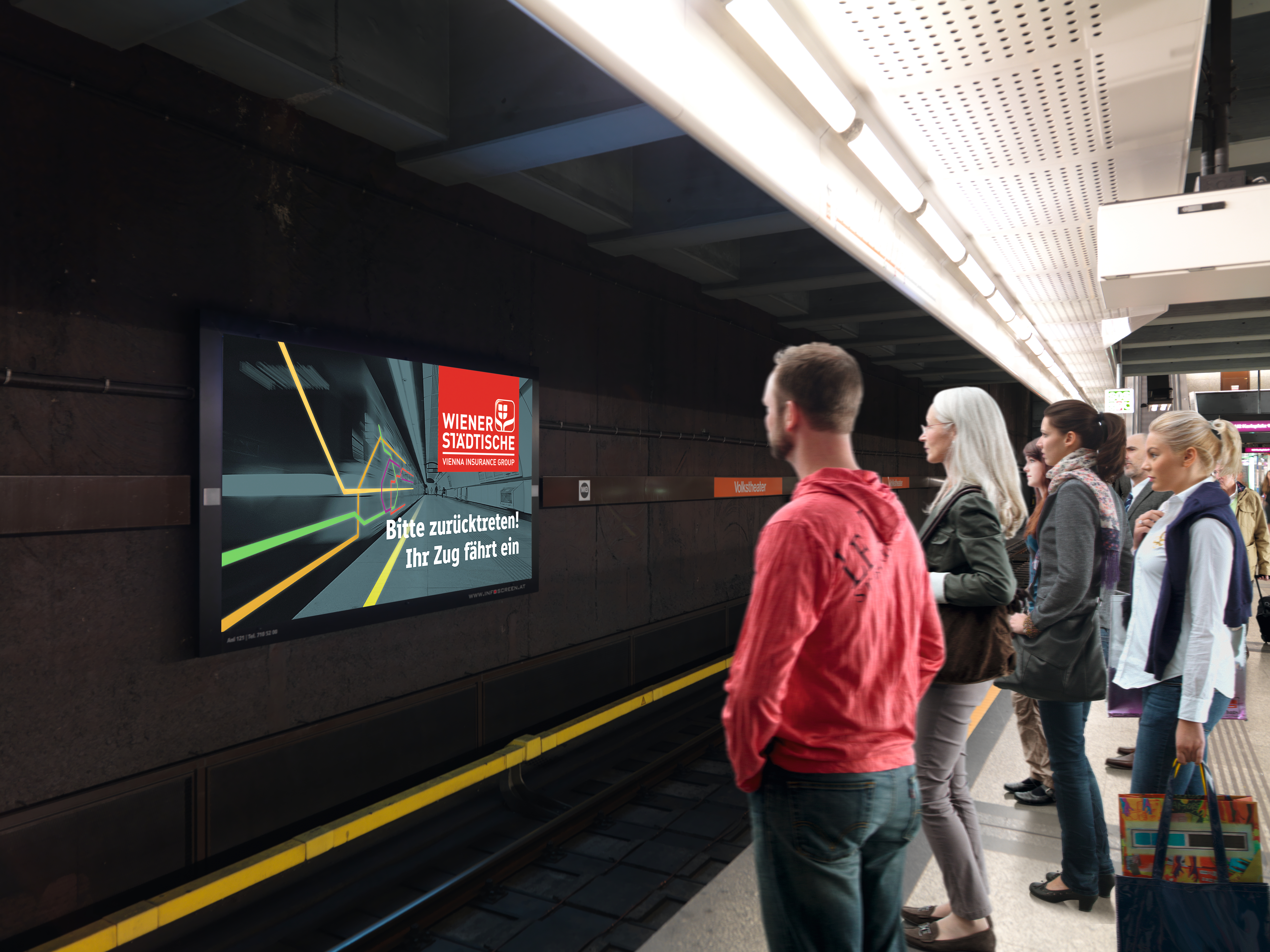
Infoscreen in Wien

In Österreich wird das Konzept des Fahrgastfernsehens großteils durch Infoscreen, monitorwerbung und Digilight realisiert.

#### Monitorwerbung
Das österreichische Unternehmen monitorwerbung betreibt Fahrgastfernsehen in Linienbussen.
In Tirol werden Busse von Ledermair und dem Verkehrsverbund Tirol bespielt. Die Informationslösung basiert auf einer sogenannten Zwei-Screen-Lösung: Während ein Bildschirm die aktuelle Route sowie die nächsten Haltestellen anzeigt, dient der zweite Bildschirm der Information und Unterhaltung der Fahrgäste. 
In Kärnten setzen die Österreichischen Bundesbahnen teilweise auf Echtzeit-Informationssysteme von WALLERIE, die ebenfalls von monitorwerbung vermarkten werden. Die Systeme werden mittels Linux basierter Mini-PC oder System-on-a-Chip Technologie bespielt. 
Das gezeigte Programm umfasst lokale Nachrichten, Wetterinformationen, Veranstaltungshinweise sowie werbliche Inhalte. Zur redaktionellen Gestaltung werden Inhalte von regionalen Nachrichtenplattformen bezogen, wodurch ein hoher Bezug zur jeweiligen Umgebung gewährleistet wird. Die Inhalte werden digital verwaltet und standortbezogen ausgespielt.
monitorwerbung ist im Bereich Digital-Out-of-Home (DOOH) tätig und vermarktet neben dem Fahrgastfernsehen auch LED-Walls und digitale City Screens in mehreren Bundesländern Österreichs.

#### Digilight
2010 wurden diverse Bahnhöfe der Österreichischen Bundesbahnen mit stationären Anlagen für Fahrgastfernsehen ausgestattet. Versorger ist die Digilight Werbe- und Netzwerk GmbH.

#### Infoscreen
Infoscreen ist ein digitales, tonloses Medium in und um öffentliche Verkehrsmittel und wurde erstmals im Frühjahr 1998 in der Wiener U-Bahn-Station Stephansplatz in Betrieb genommen. Es folgten weitere Stationen sowie ab 2004 auch weitere Bundesländer. Im Winter 2007/2008 gingen die ersten mobilen Fahrgastfernseher in den Wiener Bussen von Dr. Richard in Betrieb. Das Netz wird sukzessive ausgebaut. 2013 erteilte das Österreichische Patentamt Infoscreen den Verkehrsgeltungsnachweis.
Infoscreen wird in der Media-Analyse (Österreich) als eigene Medienkategorie ausgewiesen und erreichte als Werbeträger mit Stand von März 2017 nach eigenen Angaben eine wöchentliche Reichweite von 1,5 Millionen Personen.
Der Inhalt von Infoscreen umfasst internationale, nationale und regionale Nachrichten, Kultur, Sport, Wetter, Unterhaltung und Veranstaltungstipps von nationalen und internationalen Content-Partnern wie Reuters, Kurier (Tageszeitung), Tiroler Tageszeitung, Wiener Zeitung, Verlagsgruppe NEWS, Laola1.at, Life Radio usw. Rund 70 Prozent des Inhaltes sind redaktionelle Beiträge, der Rest Werbung.
Das Infoscreen-Programm umfasst eine Dauer von 14 Minuten und ein Datenvolumen von ca. 1,5 GB und wird via HSDPA an die Abspielanlagen in den U-Bahn-Stationen sowie in die Busse und Straßenbahnen übertragen.